# Borstel, Diepholz
Borstel là một đô thị thuộc the huyện Diepholz, trong bang Niedersachsen, Đức. Đô thị này có diện tích 27,15 km².